# Bach (Tuntenhausen)

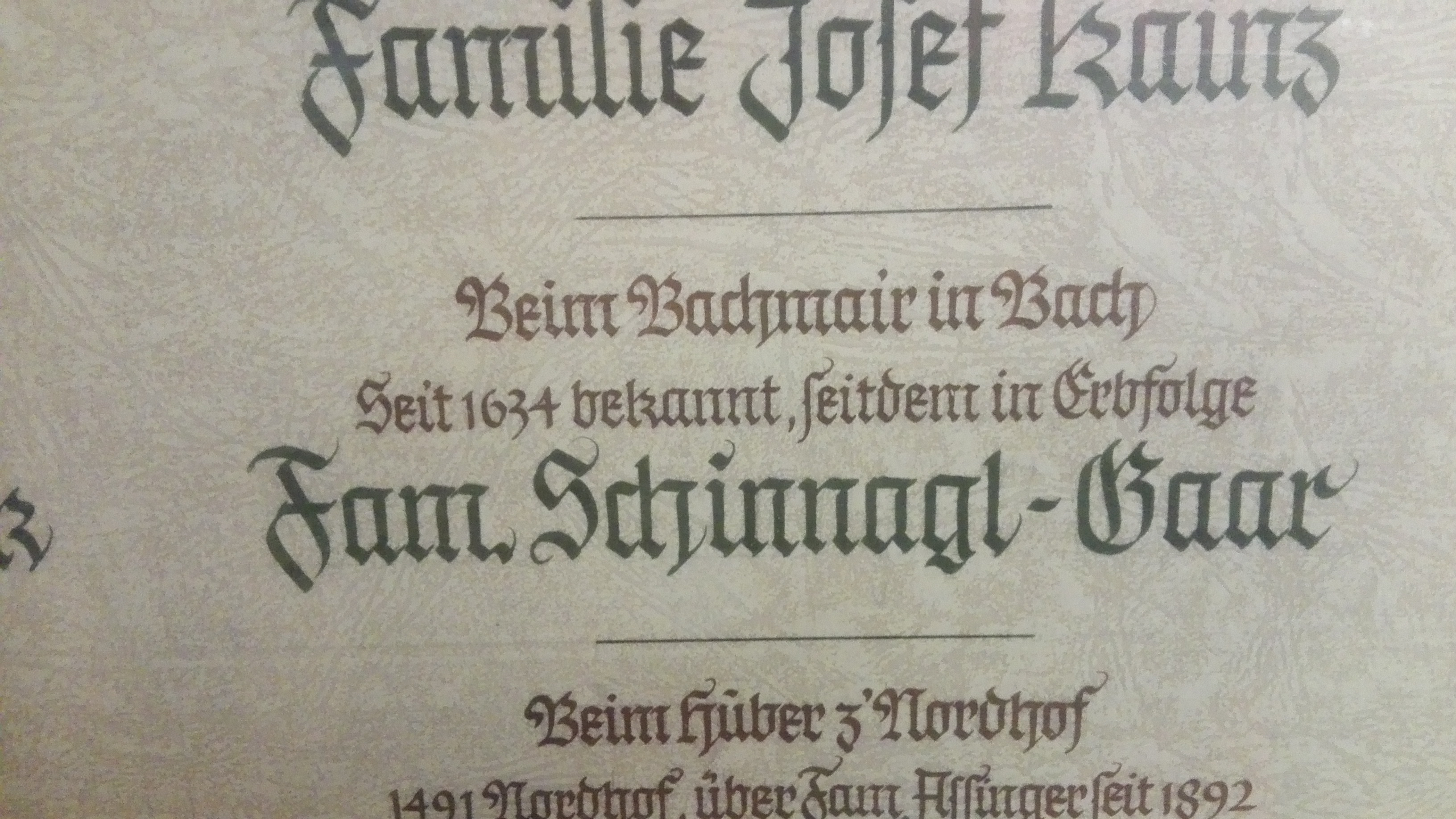
Gründung Bachmaier Hof, aus dem Sitzungssaal der Gemeinde Tuntenhausen

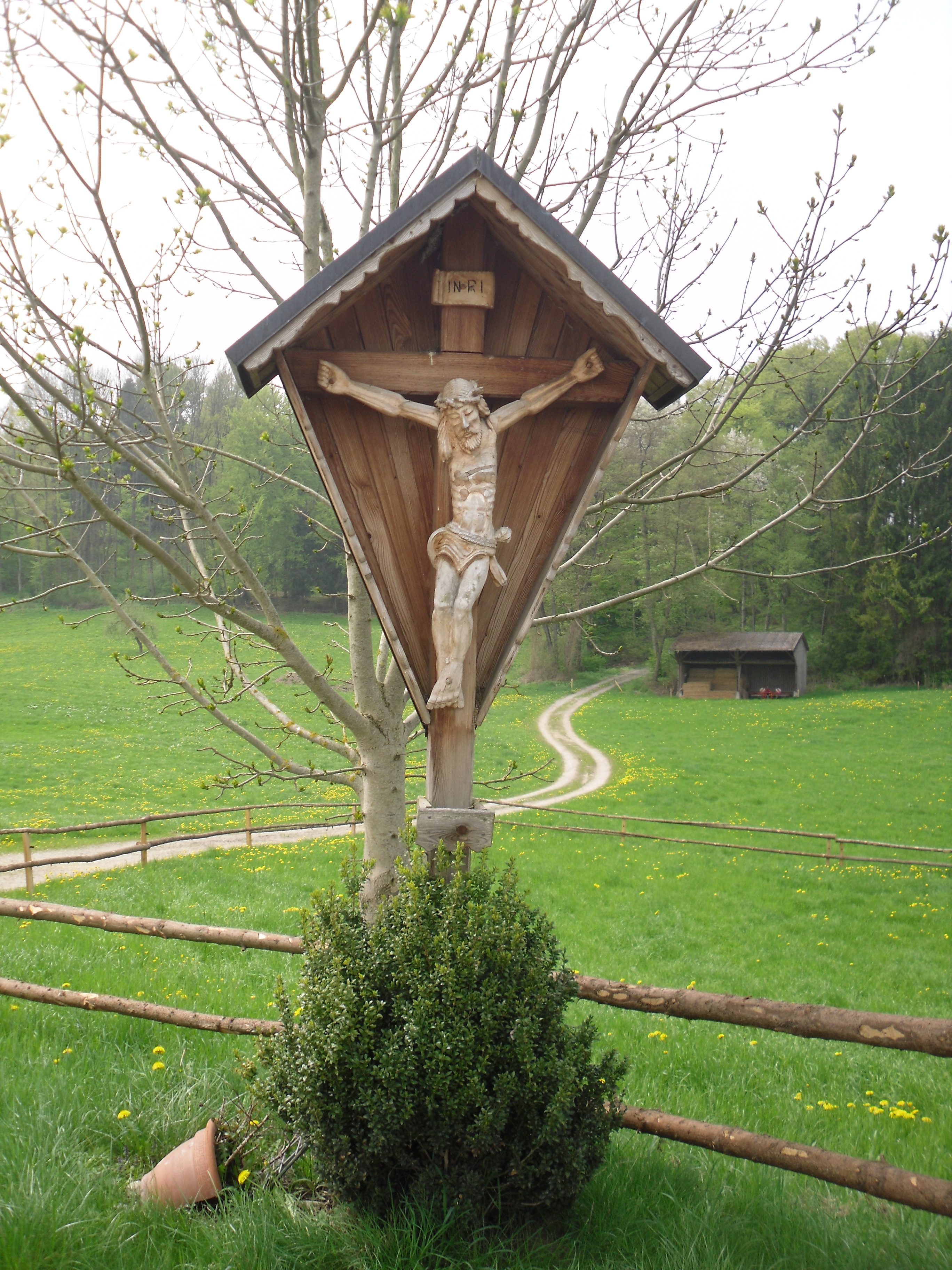
Wegkreuz Bach

Bach ist ein Weiler in der Gemeinde Tuntenhausen, der Hofname lautet Boma oder Boamer (von Bachmeier).

## Geschichte
Mitte des 16. Jahrhunderts war der benachbarte Ort Sindlhausen eine eigene Hauptmannschaft, zu deren 12 Anwesen damals auch Bach gehörte. Im Feuerstättbuch wurde der Hof als einem Hanns Pachmaier bewirtschaftet aufgelistet, mit dem Pfarrer zu Aibling als Grundherr. Aus dem Erlös der Abgaben konnte eine regelmäßige Frühmesse in Aibling bestritten werden.
Nach Abschaffung der kirchlichen Grundherrschaft taucht der Ort im Kataster von 1813 als "Bach 10, Joseph Bachmayr, Hofname Bachmann" auf.
Heute wird der Hof von Familie Schinnagl in Erbfolge als Bio-Heumilchbetrieb geführt.

## Einwohnerentwicklung
|           | 1820 | 1875 | 1888 | 1900 | 1925 | 1950 | 1961 | 1973 | 1987 | 1996 | 2020 | 2022 | 2023 | 2024 | 2025 |
| --------- | ---- | ---- | ---- | ---- | ---- | ---- | ---- | ---- | ---- | ---- | ---- | ---- | ---- | ---- | ---- |
| Einwohner | 9    | 10   | 9    | 17   | 11   | 11   | 14   | 9    | 11   | 17   | 13   | 15   | 18   | 17   | 17   |
| Häuser    | 1    | 1    | 1    | 1    | 1    | 1    | 2    | 2    | 2    | 3    | 3    | 4    | 4    | 4    | 4    |